# ジャック・リトル
ジャック・アラン・リトル（Jack Alan Little , 1998年1月10日 - ）は、アメリカ合衆国ケンタッキー州ルイビル出身のプロ野球選手（投手）。右投左打。MLB・ピッツバーグ・パイレーツ所属。

## 経歴
スタンフォード大学では大学野球をした。2019年MLBドラフトでロサンゼルス・ドジャースから5巡目（全体161位）で指名を受けた。

### プロ入り後
2025年シーズンは、オクラホマシティ・コメッツでスタートし、26試合に出場して3勝2敗、防御率2.20、33奪三振、10セーブを記録した。 6月19日、40人ロースターに選出され、メジャーリーグに初めて昇格し、同日のサンディエゴ・パドレス戦でメジャーデビューを果たし、2回で4安打2失点1四球に抑えた。また、マーティン・マルドナードに対してMLB初奪三振を記録した。
7月5日、4日のアストロズ戦で1回10失点をしたノア・デービスをマイナー降格し、6月20日以来となるメジャー昇格を果たした。
8月4日、セントルイス・カージナルスの内野手ルーケン・ベイカーの入れ替えとして40人枠から外され、DFAとなった。

### パイレーツ時代
2025年8月6日、ウェイバー公示を経てピッツバーグ・パイレーツに移籍し、マイナー・オプションでAAA級インディアナポリス・インディアンズに配属された。